# Sandy & Junior (álbum de 2001)
Sandy & Junior é o nono álbum de estúdio da dupla brasileira de mesmo nome. O seu lançamento ocorreu em 5 de outubro de 2001 através da Universal Music. Sandy foi creditada pela composição de quatro faixas e Junior teve participação ativa em seus arranjos e supervisão de produção. Quem assina a produção é Moogie Canazio e as gravações ocorreram em meados de 2001, entre estúdios de Los Angeles e de Campinas, cidade natal dos cantores. Em termos musicais, é um álbum derivado principalmente da música pop, assim como o antecessor, Quatro Estações (1999), mas também incorpora elementos de gêneros como hip hop, rock e dance-pop, e apelo teen pop. Suas letras referem-se as dinâmicas que envolvem relacionamentos amorosos.
Críticos reagiram de forma mista à positiva a obra, que rendeu a Canazio uma indicação a quarta edição do Grammy Latino, na categoria Melhor Engenharia de Produção em Álbum. A recepção comercial também foi positiva, um milhão de cópias foram vendidas em sua primeira semana. Recebeu certificado de platina tripla pela Pro-Música Brasil (PMB), e apareceu em quinto lugar entre os álbuns mais adquiridos daquele ano. Estima-se que suas vendas totais estejam em torno de 1 milhão e 500 mil cópias.
"O Amor Faz", "A Gente Dá Certo", "Quando Você Passa (Turu Turu)" e "Não Dá pra não Pensar" foram lançadas como singles oficiais, com o terceiro citado listando-se no segundo lugar das rádios brasileiras. A divulgação incluiu uma série de aparições na televisão, incluindo o Domingão do Faustão, videoclipes para todas as canções apresentadas na série de televisão Sandy & Junior e coletivas com a imprensa em oito capitais brasileiras que duraram quatro dias. Além disso, os cantores embarcaram na turnê Sandy & Junior 2002, que percorreu casas de espetáculo e estádios no país.

## Antecedentes e título

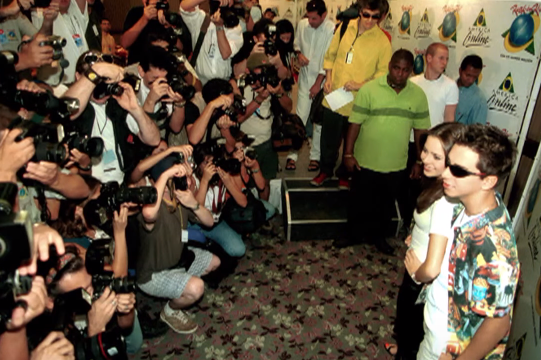
A dupla em 2001.

Após o sucesso de seu segundo álbum ao vivo, Quatro Estações: O Show (2000), Sandy e Junior renovaram seu contrato com a Universal Music por 12 milhões de reais e anunciaram, em abril de 2001, a gravação de dois projetos; um com canções em português e outro visando a carreira internacional. Ambos foram gravados em meados de 2001. O disco em português seria nomeado 11 (por tratar-se do 11° álbum da dupla, considerando os dois álbuns ao vivo anteriormente lançados), porém, o nome foi descartado após os atentados de 11 de setembro, em Nova York. "O nome ia ser 11, mas não queríamos que as pessoas veiculassem a nossa imagem com a tragédia ocorrida no dia 11, nos Estados Unidos", argumentou Sandy. Ela comentou sobre o álbum dizendo: "A referência vai ser o que a gente curte. O nosso estilo de música é o pop, e queremos levar esse nosso estilo para a carreira internacional também. É o estilo Sandy & Junior!".

## Produção
Sandy e Junior começaram a selecionar o repertório no início de 2001, época em que também começaram a gravar a novela Estrela-Guia. Sandy assina a composição de quatro canções, enquanto Junior teve participação nos arranjos e supervisão musicais. O projeto custou a Universal Music 430 mil dólares, somente na produção, sem contar com os custos com marketing de lançamento e também prensagem. As gravações se iniciaram em julho de 2001, entre os estúdios da Capitol Records, em Los Angeles, e os estúdios MM, em Campinas, cidade natal da dupla. Antes de entrar em estúdio para gravá-lo, Sandy teve aulas de canto com a professora norte-americana Carol Rogers, o que fez ela "ganhar timbres de cantoras de R&B", disse Sílvia Ruiz, da IstoÉ Gente. O projeto ainda contou com a participação dos músicos Tim Pierce, Vinnie Colaiuta e Neil Stubenhaus. A dupla preferiu não incluir muitos recursos eletrônicos no CD "para não tirar a emoção da música". O produtor Moogie Canazio comentou o processo de concepção do projeto dizendo:
"É muito fácil produzir gente tão talentosa. Eles são muito talentosos e isso faz o trabalho de qualquer produtor ser muito fácil. O que eu mais 'tô' curtindo é o profissionalismo dos dois; eles querem sempre colaborar mais, querem sempre dar um pouco mais deles."

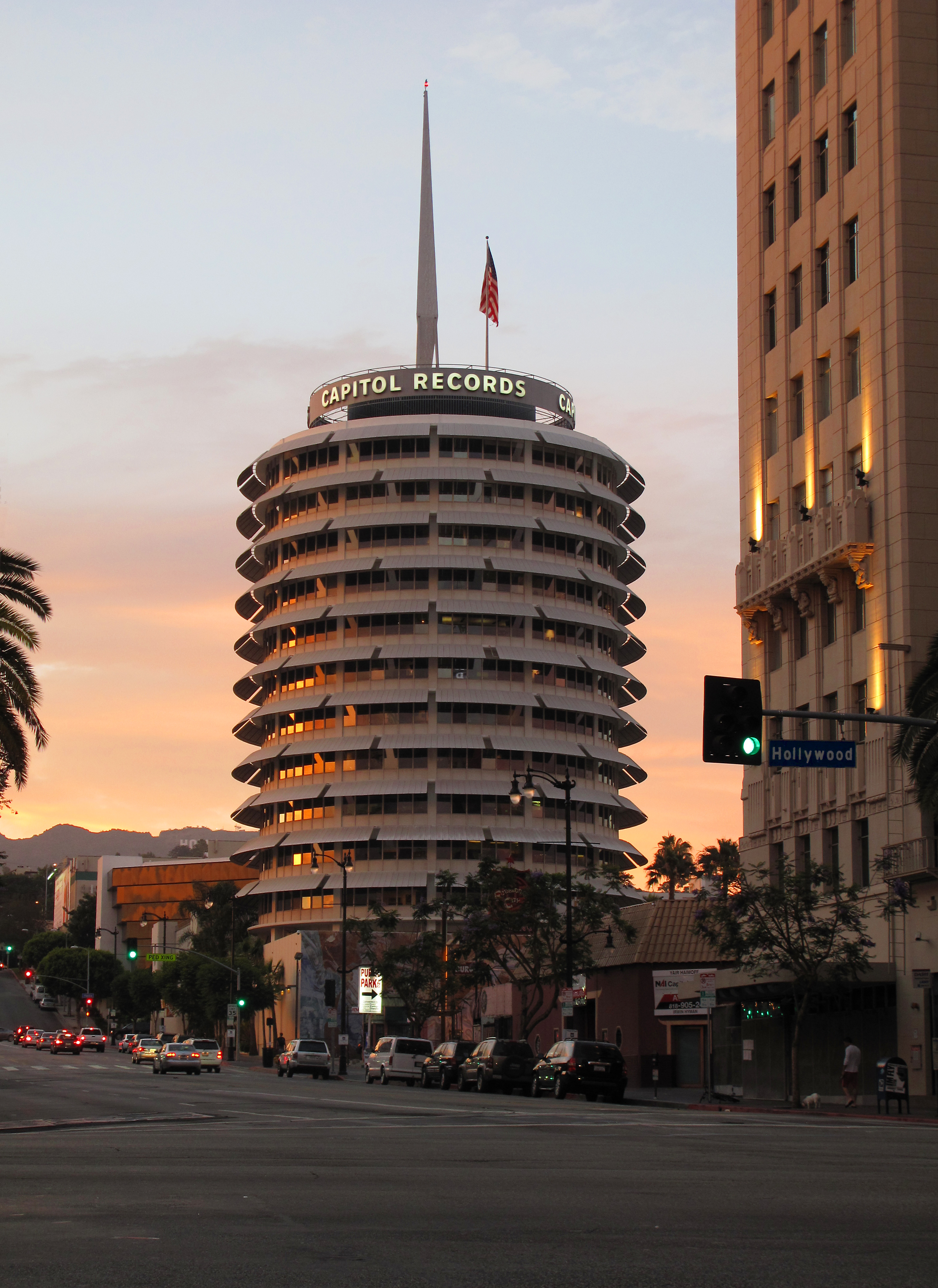
Parte do material foi gravada nos estúdios da Capitol Records (fotografado), em Los Angeles, Califórnia.

A musicista norte-americana Diane Warren entregou à Sandy seis canções, das quais duas foram selecionadas e transformadas em versões em língua portuguesa, compostas por Sandy e aprovadas por Warren. "A Estrela Que Mais Brilhar" foi criada a partir de "Wishing on The Same Star" (gravada e lançada originalmente em 1991 pela cantora americana Keedy), enquanto "Me Leve Com Você" foi criada a partir de "Take Me With You (If You Leave)": "Ela me deu as músicas, eu fiz as letras e mandei pra ela, que aprovou. Ela disse 'sei que você é compositora então você se encarregue de fazer as letras em português'", contou Sandy em entrevista coletiva.
"Não Dá pra não Pensar" é uma composição de Sandy e Junior. O g1 disse que a faixa "tem uns toques de pop funk de mauricinho, uma coisa meio N'Sync. Tem [um] slap bass e uma paradinha que dá algum balanço para a letra romântica. [...] uma ousadia para o padrão [de Sandy e Junior]."  "Adeus", também composta pela dupla, foi feita com a colaboração de Allen C. Lima, do grupo Família Lima; Sandy descreveu a faixa como "uma música de despedida". "O Amor Faz" foi lançada como carro-chefe do álbum e composta por Mauricio Gaetani.  Uma das canções mais conhecidas, "Quando Você Passa (Turu Turu)" é uma versão de uma canção italiana, traduzida por Ricardo Moreira, então gerente artístico da gravadora Universal Music. "Cai a Chuva" foi descrita pelo g1 como um "pop de baile de formatura, com saxofone destacado e letra sobre mar, sereia." Tanto ela quanto "A Gente Dá Certo" apresentam Junior nos vocais principais. Em "A Gente dá Certo", os irmãos cantam, "Vira pra lá/vira pra cá/fica por cima/vira de lado/ não fica de fora/ e corre pra dentro." Para Sandy, "As pessoas interpretam o que quiserem, mas a letra só me faz lembrar da coreografia." A canção apresenta influências do hip hop.
Há ainda as regravações de "Chuva de Prata", sucesso de Gal Costa, e "Endless Love", um dueto conhecido nas vozes de Lionel Richie e Diana Ross. Incluir uma releitura de "Chuva de Prata" foi sugestão de Max Pierre, vice-presidente da Universal Music na época. Sandy comentou a regravação dizendo: "A gente não tem a mínima pretensão de ser melhor do que a Gal. Só queríamos apresentar a nossa versão". Regravar "Endless Love" era um desejo antigo da dupla. O ator Rodrigo Santoro faz uma participação especial em um diálogo com Sandy na música "Baby, Liga pra Mim", também de Milton Guedes. Apesar do tema tomar conta da primeira até a última música, Sandy não considera este um disco romântico: "Tem menos músicas românticas que os outros, com muitas canções para dançar". "Nada É Por Acaso" foi composta por Liah Soares junto à Marcio Cruz, Pedro Barezzi e Danimar, enquanto a dançante "Deixa Eu Tentar" foi escrita por Otávio de Moraes. O álbum encerra com a balada "O Lugar Perfeito Para o Amor Viver", uma composição de Mauro Motta e Dudu Falcão.

## Lançamento e promoção
Sandy & Junior chegou às lojas em 5 de outubro de 2001. O encarte do álbum incluí fotos dos irmãos vestindo roupas mais sensuais e olhando diretamente para a câmera. Algo que, na opinião de Silvio Essinger, do Jornal do Brasil, era uma estratégia para apresentar uma imagem mais amadurecida dos artistas. Após o lançamento do projeto, os irmãos fizeram uma maratona de divulgação e visitaram oito capitais brasileiras, em apenas quatro dias, em coletivas com a imprensa, nas quais falaram sobre o disco. Para tentar reverter a pirataria, foi adicionado ao encarte um cupom para os fãs concorrerem a viagens com a dupla aos Parques da Universal, em Orlando, Estados Unidos, em maio de 2002. Suas atividades promocionais incluíram apresentações em diversos programas de televisão; o primeiro deles foi o Domingão do Faustão, exibido em 7 de outubro, onde apresentaram pela primeira vez diversas canções da obra. Os artistas, ainda, embarcaram na turnê Sandy & Junior 2002, que percorreu casas de espetáculo e estádios no país. A digressão — que iniciou no na casa de espetáculos ATL Hall, no Rio de Janeiro em 3 de maio de 2002 —, contou com dez instrumentistas, dez bailarinos e duas vocalistas de apoio, apoiando a performance da dupla no palco. Em 12 de outubro, foi realizado um concerto para 70 mil pessoas no estádio do Maracanã, no Rio de Janeiro; com isso, tornaram-se os primeiros artistas brasileiros a se apresentarem sozinhos no local.

### Singles
O primeiro single, "O Amor Faz", foi lançado no final de setembro de 2001 e se tornou a única canção a ter um videoclipe. Obteve um sucesso nas rádios brasileiras e, de acordo com a Crowley Broadcast Analysis do Brasil, atingiu o pico de número um entre as mais executadas no inicio do mês de novembro de 2001.
O segundo foco de promoção do registro, "A Gente Dá Certo", foi lançado ainda em novembro. Alcançou a posição de número 36, no dia 15 de dezembro de 2001. O terceiro, "Quando Você Passa (Turu Turu)", foi lançado no início de janeiro de 2002, e mesmo sem ter um videoclipe oficial, tornou-se o maior sucesso do álbum nas rádios, alcançando o pico de número dois no Brasil, no dia 23 de março. O instrumental de "Não Dá pra não Pensar" serviu de tema de abertura do seriado da dupla, em sua quarta temporada. "Nada É Por Acaso" foi enviada para as rádios e alcançou o top dez no Brasil.

## Crítica profissional
| Críticas profissionais | Críticas profissionais |
| Avaliações da crítica  | Avaliações da crítica  |
| Fonte                  | Avaliação              |
| ---------------------- | ---------------------- |
| Jornal do Commercio    | Favorável              |
| IstoÉ Gente            | Favorável              |
| O Globo                | [ 23 ]                 |

Rosário de Pompéia, do Jornal do Commercio, disse que álbum "é o mais diferente de todos os seus discos" e destacou: "O amadurecimento profissional da dupla é perceptível. No novo trabalho, o som dos irmãos ganhou tons mais dance, com letras românticas e grande predominância de solos de guitarras." A jornalista do Tribuna da Imprensa, Tatiana Tavares sentiu que a obra com "14 faixas bem produzidas, [era o disco do duo] mais eclético em seu repertório e com mais malícia nas letras".
Sílvia Ruiz, da revista IstoÉ Gente, descreveu Sandy & Junior como o "mais pop e bem produzido" da carreira dos artistas até a data e escreveu: "Sandy está cantando melhor do que nunca [...] Junior surpreende quando assume os vocais principais em uma das faixas. O repertório traz o cardápio de sempre, com baladas românticas permeadas por pop, faixas dançantes e até um rap." Para Antonio Carlos Miguel, do jornal O Globo, não representou o avanço artístico dos cantores e "pouco acrescenta ao que a dupla já vinha fazendo." Por seu trabalho nesse disco, Canazio foi indicado a quarta edição do Grammy Latino, na categoria Melhor Engenharia de Produção em Álbum.

## Lista de faixas
Créditos adaptados do encarte do CD Sandy & Junior, de 2001. Todas as faixas produzidas por Moogie Canazio.
| N.º            | Título                                      | Compositor(es)                                                                                | Duração |  |
| 1.             | "Não Dá pra não Pensar"                     | Sandy Leah Junior Lima                                                                        | 3:53    |  |
| 2.             | "O Amor Faz"                                | Mauricio Gaetani                                                                              | 4:21    |  |
| 3.             | "Cai a Chuva / Me Diz / Citação: Não Posso" | Paulinho Galvão J. Taylor J. Bonner E. Bonner L.Willis S. Dunbar R. Shakespeare Milton Guedes | 4:15    |  |
| 4.             | "Baby, Liga pra Mim"                        | Guedes Lu Leal                                                                                | 3:23    |  |
| 5.             | "Quando Você Passa (Turu Turu)"             | Francesco Boccia Gianfranco Caliendo Ricardo Moreira                                          | 3:41    |  |
| 6.             | "Chuva de Prata"                            | Ed Wilson Ronaldo Bastos                                                                      | 3:32    |  |
| 7.             | "Adeus"                                     | Leah Lima Allen C. Lima                                                                       | 4:19    |  |
| 8.             | "A Gente Dá Certo"                          | Guedes                                                                                        | 3:36    |  |
| 9.             | "Nada É por Acaso"                          | Liah Soares Marcio Cruz Pedro Barezzi Danimar                                                 | 4:16    |  |
| 10.            | "A Estrela Que Mais Brilhar"                | Leah Diane Warren                                                                             | 4:22    |  |
| 11.            | "Deixa Eu Tentar"                           | Otávio de Moraes                                                                              | 3:55    |  |
| 12.            | "Endless Love"                              | Lionel Richie                                                                                 | 4:11    |  |
| 13.            | "Me Leve Com Você"                          | Leah Warren                                                                                   | 4:07    |  |
| 14.            | "O Lugar Perfeito Pro Amor Viver"           | Richie Mauro Motta Dudu Falcão                                                                | 4:00    |  |
| Duração total: | Duração total:                              | Duração total:                                                                                | 55:55   |  |

## Desempenho  comercial
Sandy & Junior vendeu 1 milhão de cópias em apenas três dias. Com isso, o álbum tornou-se elegível a uma certificação de diamante, que foi recebidoa, dias depois, no Domingão do Faustão. Na parada musical da revista ISTOÉ Gente, a HITS, a obra chegou a ficar em primeiro lugar entre os mais vendidos do Rio de Janeiro e na terceira posição em São Paulo. A Pro-Música Brasil (PMB) (antiga ABPD), auditou as primeiras 750 mil unidades comercializadas e o certificou como triplo de platina. Na lista da organização, dos álbuns mais vendidos de 2001, aparece na quinta colocação. Segundo O Estado de S. Paulo, as vendas da obra superaram a marca de 1 milhão e 500 mil cópias.
| País — Tabela musical (2001—02) | Posição de pico |
| ------------------------------- | --------------- |
| Brasil (HITS Rio de Janeiro)    | 1               |
| Brasil (HITS São Paulo)         | 3               |

| País — Tabela musical (2001) | Posição |
| ---------------------------- | ------- |
| Brasil (ABPD)                | 5       |

| Região                     | Certificação | Vendas    |
| -------------------------- | ------------ | --------- |
| Brasil (Pro-Música Brasil) | 3× Platina   | 1.500,000 |